# 狮子之口

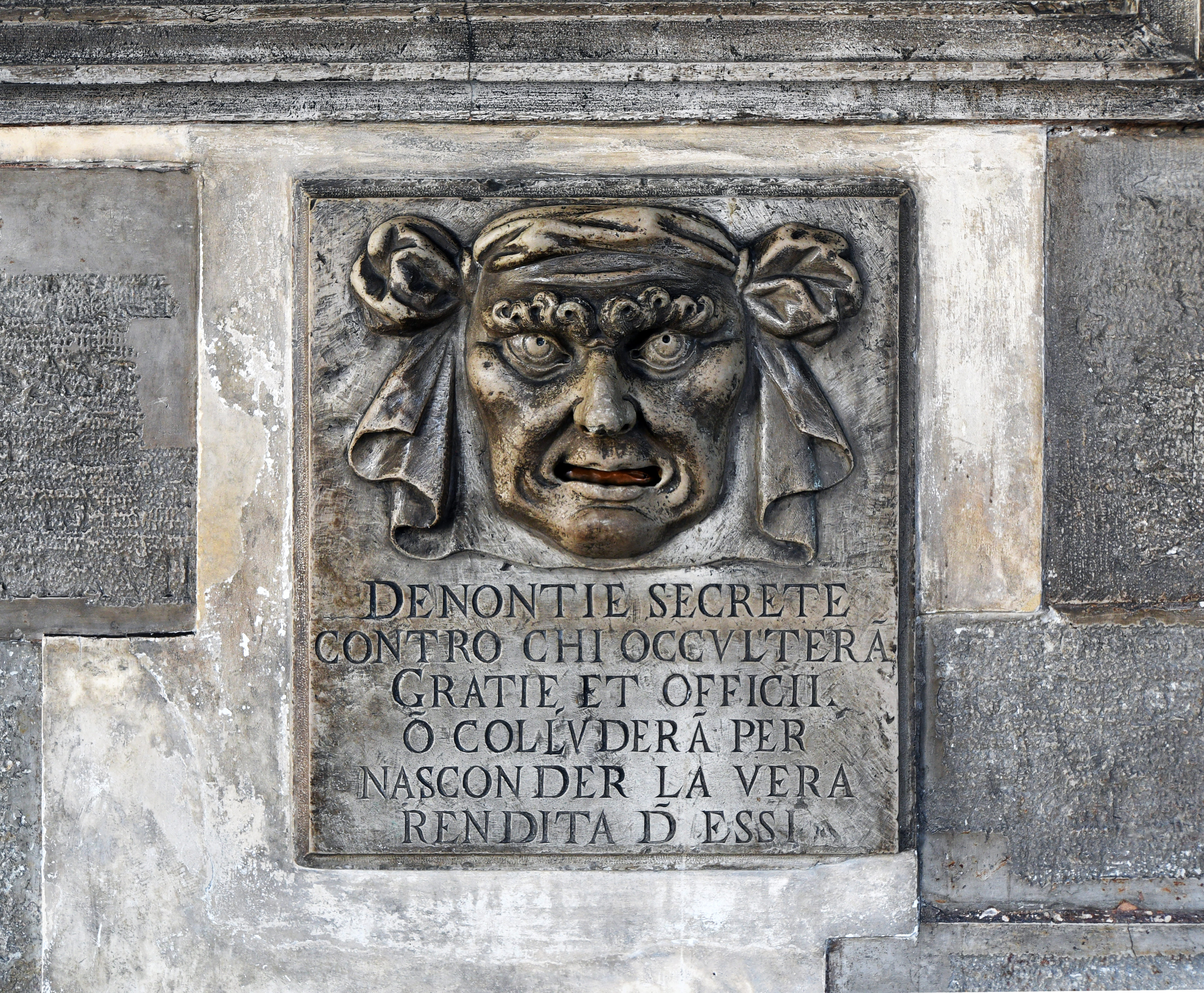
狮子之口

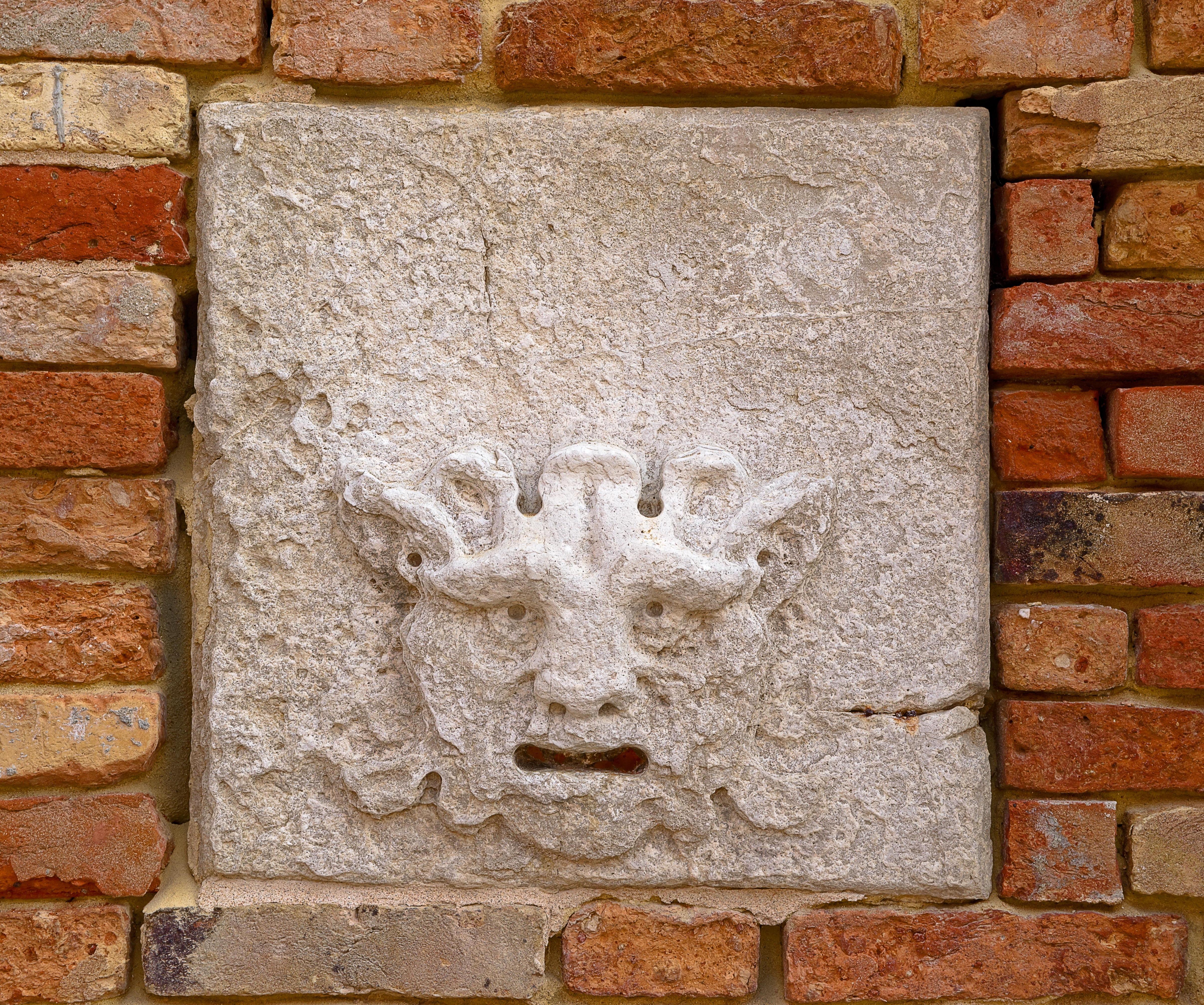
狮子之口

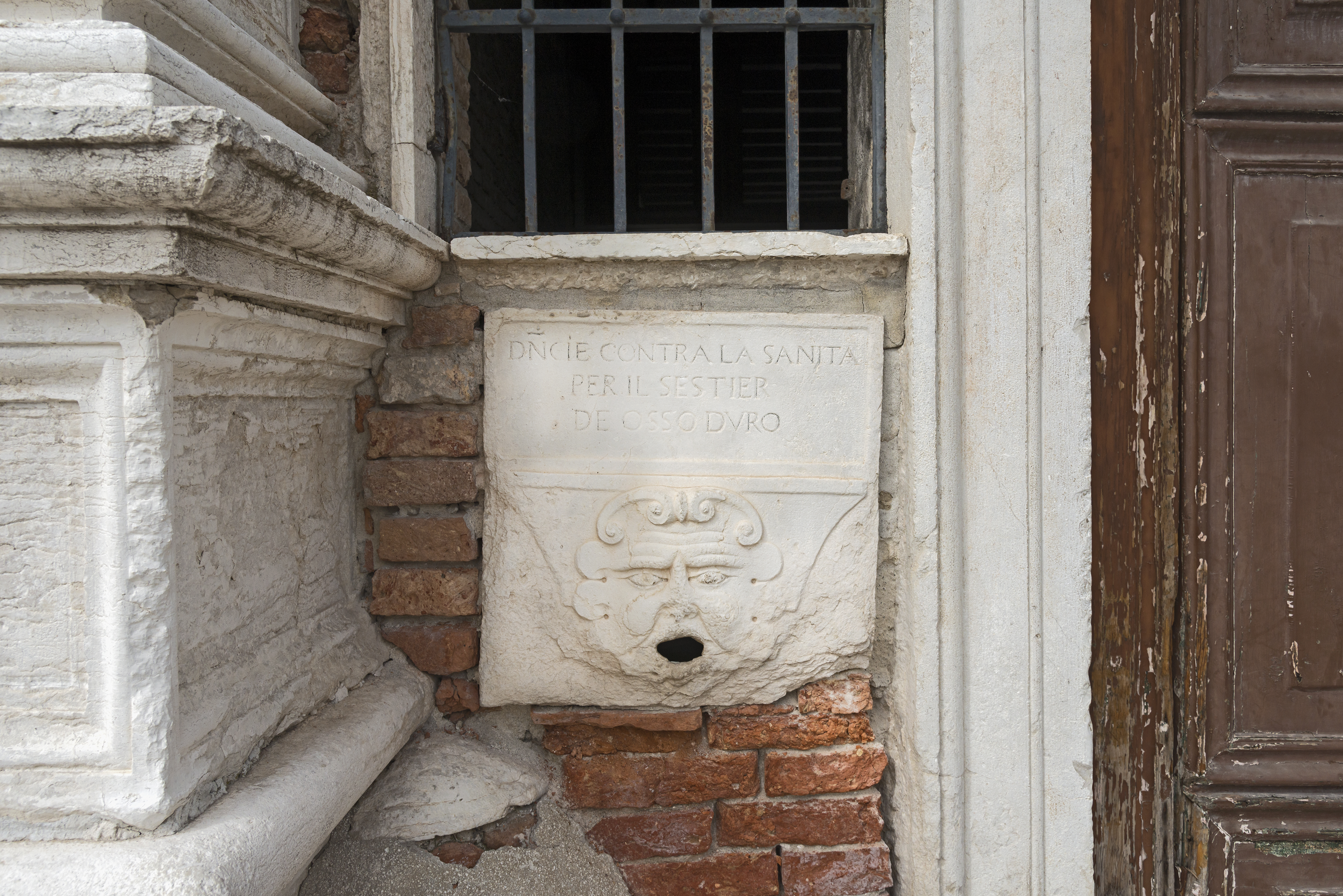
狮子之口

狮子之口（義大利語：Bocca di Leone），威尼斯共和国与邮箱类似的容器，遍布威尼斯各地，尤其集中于总督宫及周边地带。狮子之口主要用于向官员秘密告发叛国密谋。